# Кабардинская
Кабарди́нская — станица в Апшеронском районе Краснодарского края России.
Административный центр Кабардинского сельского поселения.

## География
Станица находится на правом берегу реки Пшиш, в горнолесной зоне, на расстоянии 16 км к западу от города Апшеронск, административного центра района. К востоку от станицы протекают реки Тоцкая и Гарнацкая.

## История
Станица основана в 1864 году казаками-переселенцами из станиц Баталпашинская и Беломечетская. Название получила в честь 80-го Кабардинского полка. С конца 1860-х по 1873 год населённый пункт числился как посёлок Кабардинский.

## Население
| 2002 | 2010  |
| ---- | ----- |
| 2150 | ↗2408 |

## Улицы
| - ул. Вишнёвая, - ул. Вокзальная, - пер. Восточный, - ул. Гагарина, - ул. Железнодорожная, - ул. Заречная, - ул. Зелёная, - ул. Кирова, - ул. Клубная, - ул. Комарова, | - ул. Коммунальная, - ул. Красноармейская, - ул. Кубанская, - ул. Лазо, - ул. Ленина, - ул. Лермонтова, - ул. Лесная, - ул. Матросова, - ул. Мира, - ул. Морозова, | - ул. Мостовая, - ул. Набережная, - ул. Нагорная, - ул. Новая, - ул. Овражная, - ул. Озёрная, - ул. Октябрьская, - ул. Пионерская, - ул. Победы, - ул. Подстанция, | - ул. Полевая, - ул. Пушкина, - пер. Рабочий, - ул. Садовая, - пер. Светлый, - ул. Северная, - ул. Сибирская, - пер. Снежный, - ул. Советская, - пер. Советский, | - ул. Степная, - пер. Таёжный, - ул. Тихая, - пер. Тихий, - ул. Трудовая, - ул. Тургенева, - ул. Чехова, - ул. Школьная, - пер. Школьный, - ул. Южная. |

## Транспорт
В станице находится железнодорожная станция Кабардинская на линии Белореченская — Туапсе Северо-Кавказской железной дороги.